# VOXVerse
VOXVerse — будущая блокчейн игра — метавселенная, разрабатываемая Уиллом Райтом, где игрок может заниматься самыми разными делами — играть, соревноваться с другими игроками, заниматься крафтингом, созданием предметов, зданий. В игре можно расплачиваться криптовалютой NFT, приобретать или оказывать разного рода услуги. По задумке создателей, игроки в метавселенной будут формировать экономику, основанную на продаже предметов, услуг и развлечений. 

## Игровой процесс
VOXVerse — это виртуальный многопользовательский мир с возможностью зарабатывать и вкладывать криптовалюту NFT. Игроки могут создать собственного аватара для метавселенной, жить в виртуальном мире, строить дома, добывать ресурсы, заниматься крафтом и развлекаться разными способами. Игровой мир имеет форму куба, и его пространства, как и виртуальные персонажи состоят из вокселей. В игре помимо городов будет предоставлено множество разнообразных природных локаций — горы, океаны, пустыни и леса. Игроки, помимо строительства могут детально настраивать и изменять вид предметов, например машины или кофейной чашки, в том числе запатентовать дизайн через блокчейн и зарабатывать валюту, продавая свои предметы. У каждого аватара будет отражаться показатель славы и доверия, также у аватаров будут потребости в энергии и еде.
Игра ориентирована на три категории игроков; «китов» — владельцев NFT, которые будут приобретать земельные участки в виртуальном мире; игроков-дизайнеров, которые будут заниматься крафтингом и созданием домов для «китов» за криптовалюту и простых игроков, которые могут найти для себя разные виды развлечений. Игра также позволит приобретать лицензированные костюмы из других известных медиа.

## Разработка
Разработку игры начал геймдизайнер, известный за создание игр-симуляторов SimCity, The Sims и Spore. После того как он покинул игровую индустрию, он основал независимую студию Gallium Studios. Проект финансировала крипто-компания Gala Games, вложив в разработку 25 милионнов долларов. Райт уже когда-то пытался создать игру с виртуальной экономикой — The Sims Online. VOXVerse — это новая попытка создать виртуальную метавселенную, где можно приобретать и покупать NFT. Райт заметил, что не хотел превращать игру в торговую площадку, а лишь хочет ввести возможность совершать безопасные транзакции внутри игры. Его главная цель заключалась в том, чтобы предоставить игрокам площадку для творческого самовыражения. Райт вспомнил о многочисленных пользовательских материалах, создаваемых фанатами к играм The Sims. По оценкам геймдизайнера, совокупные доходы с продаж неофициального материала могли достигать до 30% от продажи самих игр и её дополнений. Однако разработчики не предусмотрели никаких способов монетизации этого по сути серого рынка. Райт хотел, чтобы VOXVerse позволяла быть игрокам столь же изобретательными и с помощью вокселей создавать самые оригинальные предметы, которые затем можно будет запатентовать через блокчейн и продать. Игра создана на движке Unity и весь виртуальный мир состоит из вокселей. Gala Games также подписала контракт с создателями Unity, которые предоставят блок-чейн игре услуги на 20 миллионов долларов.
Игровой процесс создан для разных типов игроков — тех кто будет покупать виртуальные предметы и участки за NFT, и тех игроков, которые смогут самыми разными способами зарабатывать в игре NFT через крафт, создание чего-то нового или оказание услуг. Райт заметил, что надеется вместе с игрой привлечь миллионы новых игроков, а также 10.000 богатых, «китов», на которых будет в итоге держаться вся внутриигровая экономика.
Проект был анонсирован ещё в мае 2021 года, однако разработка была отложена примерно на год после краха криптовалютного рынка в начале 2022 года.